# Itch.io
itch.io ist eine Webseite zum Anbieten, Verkaufen und Herunterladen von Computerspielen und Software. Die Seite wurde von Leaf Corcoran im März 2013 ins Leben gerufen und bietet Stand Juli 2025 über 1,2 Millionen Spiele an. Die meisten davon sind Indie-Games.

## Geschichte
Am 3. März 2013 veröffentlichte Leaf Corcoran einen Blogeintrag auf der Seite leafo.net, der detaillierte Beschreibungen enthielt, wie die Webseite aussehen werde. Besonders an der Umsetzung war dabei das Modell „Zahle was du willst“. In einem Interview mit Rock, Paper, Shotgun sagte Corcoran, dass die ursprüngliche Idee war, anstelle eines Onlinehandels einen Platz anzubieten, an dem Benutzer eigene Webseiten zu ihren Spielen erstellen könnten.
Im Juni 2015 bot die Webseite bereits mehr als 15.000 Spiele und Programme an.
Im Dezember 2015 wurde die Veröffentlichung einer Plattform für den Desktopcomputer angekündigt, mit dem das Installieren von Spielen und Programmen der Webseite erleichtert werden sollte. Die „itch.io App“ ist verfügbar für Microsoft Windows, Linux und macOS.
Im Juni 2020 bot itch.io nach dem gewaltsamen Tod des Afroamerikaners George Floyd eine Kollektion von Spielen an, deren Einnahmen zwei Menschenrechtsorganisationen gespendet werden sollten. 1391 Entwickler steuerten Spiele und andere Inhalte zu der Sammlung Bundle for Racial Justice and Equality bei. Bei der Aktion wurden über 8 Millionen Dollar gesammelt.
Eine ähnliche Aktion hielt die Plattform gemeinsam mit Entwicklern und Publishern im März 2022 ab, um Spendengelder für während des russischen Überfalls in der Ukraine aktive Hilfsorganisationen zu sammeln. Dabei kam innerhalb von wenigen Tagen eine Summe über sechs Millionen US-Dollar zusammen.
2025 deindexierte itch.io alle als NSFW getaggte Inhalte aus der internen Suche. Ursache war die Kampagne der australischen Anti-Pornografie-Organisation Collective Shout. Diese übte Druck auf die Bezahldienstleister von itch.io aus, welche ihrerseits Druck auf die Spieleplattform ausübten, bestimmte Spiele nicht mehr anzubieten. Im Anschluss wurde kritisiert, dass konservative Gruppen über die Bezahldienstleister ihre Moralvorstellungen gegenüber LGBTQ-Gruppen und Pornografie durchsetzen können.

## Verkauf
Die Entwickler können ihre Spiele und Programme entweder kostenlos anbieten oder einen mindestens zu entrichtenden Geldbetrag festlegen. In beiden Fällen können die Nutzer darüber hinaus mehr dafür bezahlen, wenn ihnen das Spiel gefällt. Im Mai 2015 kam so ein Gesamtbetrag von 51.489 Dollar zusammen. In der Standardeinstellung gehen dabei zehn Prozent an den Webseitenbetreiber. Der Entwickler kann den Anteil jedoch frei wählen und sogar auf null senken.